# Karlstor
Karlstor – jedna z trzech istniejących obecnie, dawnych bram miejskich w Monachium, w Niemczech. Stanowiła fragment średniowiecznych fortyfikacji miejskich.

## Historia
Brama powstała około 1300 roku i składała się z trzech wież. Stała na brzegu szerokiej fosy i była połączona kamiennym mostem z barbakanem po drugiej stronie fosy. Z biegiem lat straciła znaczenie obronne. W 1857 wybuch prochu składowanego w przybudówce bramy spowodował zniszczenia i środkowa wieża została rozebrana. Pozostałe dwie wieże zostały połączone gigantycznym środkowym łukiem, który umożliwiał ruch uliczny. Zrekonstruowana po zniszczeniach z okresu II wojny światowej, prowadzi od ulicy Neuhauserstrasse do znajdującego się już poza obwodem dawnych murów miejskich wielkiego placu Karola (niem. Karlsplatz), zdominowanego dziś przez Pałac Sprawiedliwości (niem. Justizpalast).

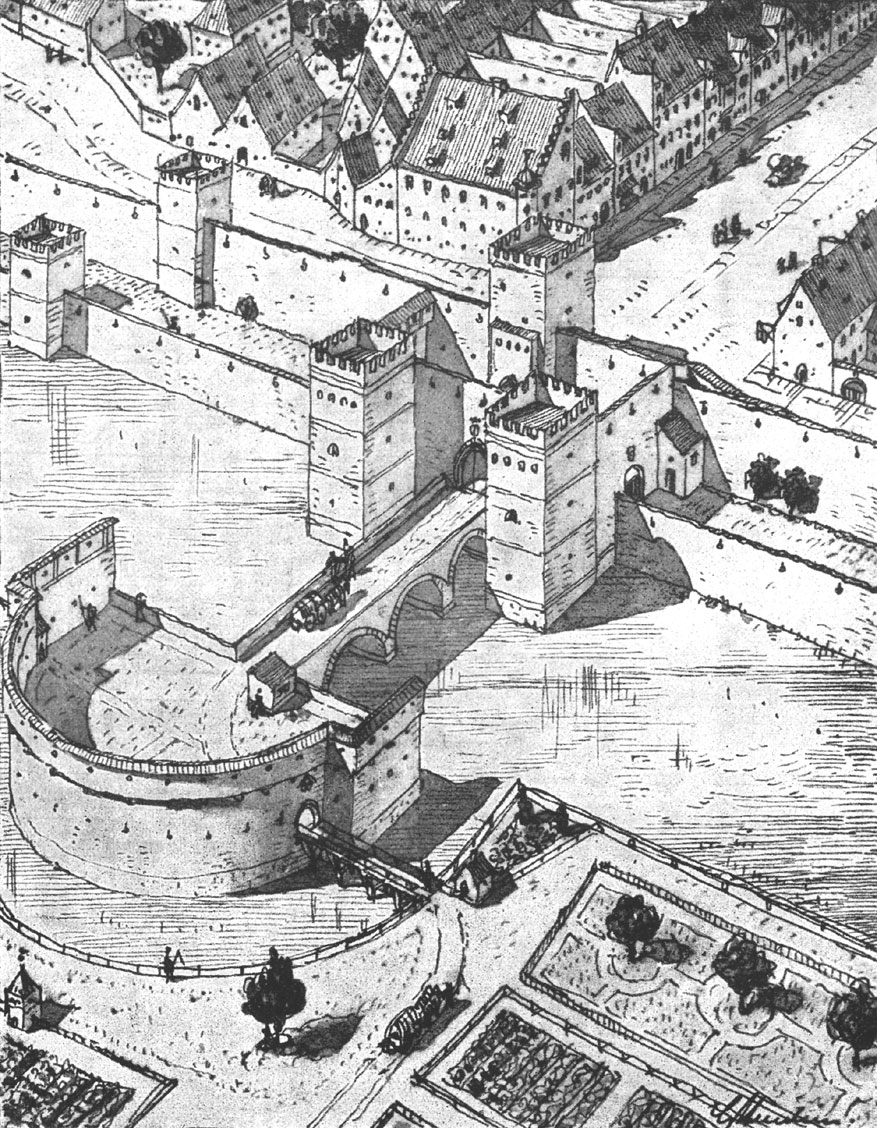
Karlstor w średniowieczu
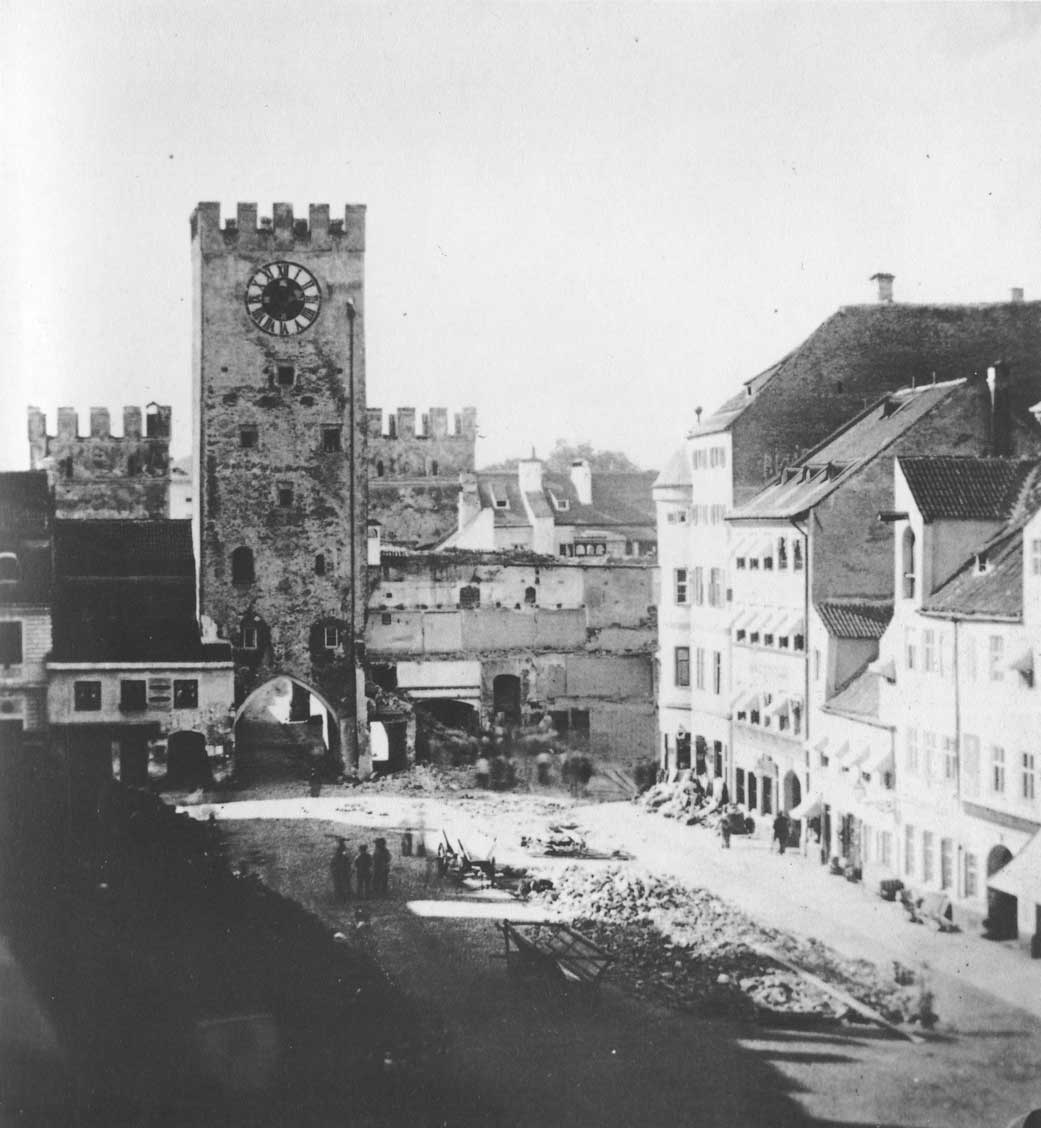
Strona wewnętrzna bramy, 1857